# Duvan Uribe
Duvan Uribe (Bucaramanga, Santander, Colombia; 21 de abril de 1998) es un futbolista colombiano. Puede jugar como Lateral izquierdo, Interior izquierdo, Extremo izquierdo. Actualmente milita en Real Santander de la Categoría Primera B colombiana.

## Clubes
| Club                    | País     | Temporadas    |
| ----------------------- | -------- | ------------- |
| Atlético Nacional       | Colombia | 2016-2017     |
| Real Santander (Cesión) | Colombia | 2018-presente |

## Estadísticas
Actualizado al último partido disputado el 14 de octubre de 2019.
| Club                         | Div                 | Temporada           | Liga  | Liga  | Copa Nacional | Copa Nacional | Copa Internacional | Copa Internacional | Total | Total |
| Club                         | Div                 | Temporada           | Part. | Goles | Part.         | Goles         | Part.              | Goles              | Part. | Goles |
| ---------------------------- | ------------------- | ------------------- | ----- | ----- | ------------- | ------------- | ------------------ | ------------------ | ----- | ----- |
| Atlético Nacional · Colombia | 1ª                  | 2016                | 2     | 0     | 0             | 0             | -                  | -                  | 2     | 0     |
| Atlético Nacional · Colombia | 1ª                  | 2017                | 0     | 0     | 0             | 0             | -                  | -                  | 0     | 0     |
| Atlético Nacional · Colombia | Total               | Total               | 2     | 0     | 0             | 0             | -                  | -                  | 2     | 0     |
| Real Santander · Colombia    | 2ª                  | 2018                | 26    | 0     | 1             | 0             | -                  | -                  | 27    | 0     |
| Real Santander · Colombia    | 2ª                  | 2019                | 25    | 1     | 3             | 0             | -                  | -                  | 28    | 1     |
| Real Santander · Colombia    | Total               | Total               | 51    | 1     | 4             | 0             | -                  | -                  | 55    | 1     |
| Total en su carrera          | Total en su carrera | Total en su carrera | 53    | 1     | 4             | 0             | -                  | -                  | 57    | 1     |

## Palmarés

### Torneos nacionales
| Títulos         | Club              | País     | Año  |
| --------------- | ----------------- | -------- | ---- |
| Torneo Apertura | Atlético Nacional | Colombia | 2017 |